# 阿盖公主
阿盖公主（？—1364年），一作阿𧞔，元朝公主，梁王把匝剌瓦爾密的女儿。
元顺帝至正二十三年（1363年），段功率领大理军队帮助梁王击败明玉珍的部下万胜。使得红巾军退出云南。梁王把阿盖嫁给段功，夫妻二人感情很好，段功安居鄯阐梁王府。次年，在段功大理的妻子高氏以书信及乐府诗笺请求下，段功回到大理。不久不顾高氏及部下劝谏，又返回鄯阐府。梁王猜忌段功有吞金马、咽碧鸡之心（吞并整个云南）的野心，于是派阿盖公主用孔雀胆毒杀段功。入夜，她把父亲的阴谋告诉段功，请求段功带她回到大理。段功不信，第二天中元节，段功在通济桥被梁王杀害，公主痛不欲生，作诗明志。让侍女用锦被包裹段功尸体，送回大理安葬。自己绝食而亡。

## 文艺创作
郭沫若根据史实和云南的民间传说，写成历史剧《孔雀胆》纪念阿盖公主。